# Liz Lochhead
Pour les articles homonymes, voir Lochhead.
Liz Lochhead, née le 26 décembre 1947 à Motherwell (Royaume-Uni),., est une poétesse, dramaturge, traductrice et animatrice écossaise (britannique).

## Biographie
Entre 2011 et 2016, elle a été Makar, ou poète national d'Écosse, et a été poète lauréate de Glasgow entre 2005 et 2011.
Elizabeth Anne Lochhead est née à Craigneuk, un petit village ex-minier juste à l'extérieur de Motherwell, au Lanarkshire. Sa mère et son père ont tous deux servi dans l'armée pendant la Seconde Guerre mondiale, et plus tard, son père était un employé du gouvernement local. En 1952, la famille a emménagé dans une nouvelle maison du conseil dans le village minier de Newarthill, où sa sœur est née en 1957. Bien qu'elle ait été encouragée par ses professeurs à étudier l'anglais. Lochhead est déterminée à aller à la Glasgow School of Art où elle étudie entre 1965 et 1970. Après avoir obtenu son diplôme, Lochhead enseigne l'art dans les lycées de Glasgow et de Bristol, une carrière dans laquelle elle dit qu'elle était « terrible ».

## Ouvrages publiés
- 1972 : Memo For Spring, Reprographia.
- 1978 : Islands, Print Studio Press.
- 1979 : The Grimm Sisters. Coach House Press.
- 1999 : Bagpipe Muzak, Penguin Books.
- 1999 : Perfect Days, Nick Hern Books.
- 2000 : Medea, Nick Hern Books.
- 2001 : Cuba (with Gina Moxley). Faber & Faber.
- 2002 : Misery Guts, Nick Hern Books.
- 2003 : The Colour of Black and White, Polygon.
- 2003 : Dreaming Frankenstein and Collected Poems, 1967–84, Polygon.
- 2003 : Thebans, Nick Hern Books.
- 2003 : True Confessions: And New Cliches, Polygon.
- 2006 : Good Things, Nick Hern Books.
- 2009 : Educating Agnes, Nick Hern Books.
- 2009 : Blood and Ice, Nick Hern Books.
- 2010 : Mary Queen of Scots Got Her Head Chopped Off, Nick Hern Books.
- 2011 : A Choosing. Polygon
- 2012 : Liz Lochhead: Five Plays, Nick Hern Books.

## Récompenses et distinctions
- (en) Liz Lochhead: Awards, sur l'Internet Movie Database